# La Tina Ranch
La Tina Ranch – jednostka osadnicza w Stanach Zjednoczonych, w stanie Teksas, w hrabstwie Cameron.